# おげんさんといっしょ
『おげんさんといっしょ』は、NHK総合テレビジョンで2017年5月4日から2025年3月27日まで不定期放送されている音楽番組でありバラエティ番組。星野源の初の冠番組。原則として生放送であるが、一部収録である。
タイトルは、同局のEテレで放送中の子供番組『おかあさんといっしょ』のもじりで、ロゴは『おかあさんといっしょ』や、同子供番組『おとうさんといっしょ』と同系列。
2018年に第55回ギャラクシー賞奨励賞を受賞した。

## 概要
星野が「おげんさん」（お母さん役）に扮し、東京・渋谷にあるおげんさんの家にて、おげんさんとその家族に扮した出演者による生演奏やセッションをしたり、音楽について語る番組。進行は「おげんさんちのねずみ」（声：宮野真守）。

### 第1弾
第1弾は、2017年5月4日に放送された。
ゆるい雰囲気のなか、緻密に練られた演奏や星野の音楽偏愛トークが聞けることで好評を博し、ギャラクシー賞5月度月間賞と第55回ギャラクシー賞奨励賞を受賞した。
また、ネット上でも大きな反響を呼んだ。特にTwitter上では放送時間中に大いに盛り上がり、通常人気番組でもツイート数は1万程度である深夜の時間帯にもかかわらず、「#おげんさん」のタグ付きのツイートが30万を超えた。

### 第2弾
前回の放送において、1時間の放送時間にもかかわらず、『NHK紅白歌合戦』に匹敵する反響があったことから、第2弾の放送実現に繋がったというエピソードが第2弾放送の冒頭に星野により語られた。
第2弾も大きな反響を呼び、生放送開始後、Twitterトレンドの世界1位を獲得した。

### 第3弾
第3弾は当初、2019年10月14日の22時から23時30分までの放送予定であったが、放送直前に日本に上陸した令和元年東日本台風（台風19号）による特別編成の影響で、放送時間を30分後ろ倒しすることが放送前日に発表された。ビヨンセさん（渡辺直美）、バーのママ豊豊さん（松重豊）、バーのバイト君（PUNPEE）といった新しいファミリーも加わった。

### おげんさんと（ほぼ）いっしょ
2020年5月25日放送。おげんさんらが事前にリモート収録した音声に合わせてパペット人形の動きを撮影するという方式で制作された。番組の最後には、SNS上で話題となっていた星野源の楽曲「うちで踊ろう」を合唱した。

### 第4弾
2020年11月3日放送の第4弾では、星野がパーソナリティーを務めるラジオ番組『星野源のオールナイトニッポン』の翌日1:00（同日深夜）からの放送に、一部出演者が続けて生出演し、NHKからの中継も交えて番組を振り返るコラボレーション企画が行われた。

### おげんさんといっしょ オールタイムリクエスト
2021年11月20日放送。同番組は同11月23日放送の当番組第5弾のプレ企画という位置づけであり、視聴者に向け24時間限定で募集した「もう1度聞きたいあの曲」リクエストをもとに、おげんさんとねずみが名シーンを紹介した。

### 第5弾
2021年11月23日放送の第5弾では、かつてNHKで放送された子供向け音楽番組『ハッチポッチステーション』と『クインテット』とコラボし、「パペトーーク」というコーナーが行われた。『ハッチポッチステーション』からは、グッチ（グッチ裕三）、ジャーニー、ダイヤの3名が出演した。一方、『クインテット』からは、アキラ（宮川彬良）、フラット、アリアの3名が出演した。
同年12月29日に「パぺトーーク!」部分のみ再放送。再放送に伴い、おげんさんとねずみによる副音声「ウラトーク」も新規に収録し、番組の裏話などを披露した。

### 第6弾
2022年8月18日に第6弾が放送。

### おげんさんといっしょ ファイナル
2025年3月27日の第7弾にて最終回となり、8年の放送に幕を降ろした。番組終了の理由は、出演者全員のスケジュール確保が困難になってしまったため。本編終了後、番組の舞台裏を届ける『おげんさんといっしょ もうすぐ後夜祭』と題した生配信がYouTubeで行われる。また、これまでの名シーンを振り返る『おげんさんといっしょ 後夜祭』がBSで同翌日28日未明（27日深夜）に生放送される。

## 放送リスト
| 回 | 放送日時                      |
| -- | ----------------------------- |
| 1  | 2017年5月4日 22:50 - 23:50    |
| 2  | 2018年8月20日 22:00 - 23:10   |
| 3  | 2019年10月14日 22:30 - 翌0:00 |
| 4  | 2020年11月3日 22:00 - 23:25   |
| 5  | 2021年11月23日 22:00 - 23:15  |
| 6  | 2022年8月18日 22:00 - 23:30   |
| 7  | 2025年3月27日 22:00 - 23:30   |

| タイトル                                    | 放送日時                     |
| ------------------------------------------- | ---------------------------- |
| おげんさんと（ほぼ）いっしょ                | 2020年5月25日 22:45 - 23:14  |
| おげんさんといっしょ オールタイムリクエスト | 2021年11月20日 22:45 - 23:30 |
| おげんさんといっしょ 後夜祭                 | 2025年3月28日 0:15 - 1:15    |

## 出演者
おげんさんやお父さんをはじめ、幾人かのキャラクターは演者からみての異性装であり、またバンドメンバーは学生服で登場する。

### おげんさんファミリー
- おげんさん（お母さん） - 星野源
- おとうさん - 高畑充希
- おげんさんちのねずみ - 宮野真守（声の出演）：パペットの吹き替え[注釈 6]
- 長女・隆子（たかしこ） - 藤井隆
- 長男 - 細野晴臣（第1弾）
- 次男（大ちゃん） - 三浦大知（第2弾以降）：株式会社三浦植木の庭師
- おげんさんの兄（めっちゃん） - 飯尾和樹（第6弾）
- おげんさんの弟ゆづ - 羽生結弦
- 架純おばあちゃん - 有村架純
- 世田谷のジョージおじさん - 所ジョージ

### おげんさんに関係する人物
- 雅マモル（みやび マモル） - 宮野真守（第2弾以降）：風呂屋の従業員、酒屋のアルバイト店員・アイドル[23]
- 豊豊さん（ほうほう さん） - 松重豊（第3弾以降）：「スナック豊豊」のママ、おげんさんの乳母、「サブスク堂」の店主
- スナックのボーイ - PUNPEE（第3弾）
- スナックのボーイ - U-zhaan（第4弾）
- ビヨンセ - 渡辺直美（第3弾出演、収録での出演）

### 隆子に関係する人物
- KAKKO - 鈴木杏樹（第6弾出演、収録での出演）
- Night Tempo - Night Tempo（第6弾出演、収録での出演）

### 大ちゃんに関係する人物
- 菅原小春 - 菅原小春（第6弾）

## コラボ番組
- ラジオ深夜便（第6弾、収録での放送）
- 星野源のおんがくこうろん（第6弾、収録での放送）

## 紅白歌合戦での特別コーナー
2018年（第69回）と2019年（第70回）の紅白歌合戦にて、いつものおげんさんちのセットで、おげんさんファミリーが歌唱した。
| 放送年 | 放送回 | 歌唱曲               | 出演者                              |
| ------ | ------ | -------------------- | ----------------------------------- |
| 2018年 | 第69回 | SUN（星野源）        | 高畑充希 藤井隆 宮野真守 三浦大知   |
| 2019年 | 第70回 | ドラえもん（星野源） | 高畑充希 宮野真守 三浦大知 渡辺直美 |

## おげんさんのサブスク堂
2022年8月6日・13日放送。同番組は同月18日放送予定の当番組第6弾のプレ企画という位置づけであり、おげんさんと豊豊さんが、自らの好きな音楽をざっくばらんに話すトークパートをブローアップし、「おげんさんの育った部屋」を再現したセットにて「人生を変えた音楽」について語り合った新撮番組。
また、2023年6月から8月にも放送日を2週に分けて3か月連続で放送された。
2024年1月9日から3月12日までレギュラー放送。新作と過去回により構成される。

### 放送リスト（おげんさんのサブスク堂）
| 回 | 放送日        | 放送時間      | ゲスト                                | 放送形態       |
| -- | ------------- | ------------- | ------------------------------------- | -------------- |
| 1  | 2022年8月6日  | 23:00 - 23:30 | （なし）                              | 特番           |
| 2  | 2022年8月13日 | 23:00 - 23:30 | （なし）                              | 特番           |
| 3  | 2023年6月21日 | 23:00 - 23:30 | 所ジョージ                            | 単発放送       |
| 4  | 2023年6月28日 | 23:00 - 23:30 | 所ジョージ                            | 単発放送       |
| 5  | 2023年7月23日 | 0:25 - 0:55   | 有村架純                              | 単発放送       |
| 6  | 2023年7月30日 | 0:25 - 0:55   | 有村架純                              | 単発放送       |
| 7  | 2023年8月12日 | 23:00 - 23:30 | 羽生結弦                              | 単発放送       |
| 8  | 2023年8月26日 | 23:00 - 23:30 | 羽生結弦                              | 単発放送       |
| 9  | 2024年1月9日  | 23:00 - 23:30 | おげんさんちのネズミ （声：宮野真守） | レギュラー放送 |
| 10 | 2024年1月16日 | 23:00 - 23:30 | おげんさんちのネズミ （声：宮野真守） | レギュラー放送 |
| 11 | 2024年3月5日  | 23:00 - 23:30 | YOASOBI                               | レギュラー放送 |
| 12 | 2024年3月12日 | 23:00 - 23:30 | YOASOBI                               | レギュラー放送 |

- このほか、2024年1月23日 - 2月27日は過去放送回からのアンコール放送を実施。

## 受賞
- 第55回ギャラクシー賞 奨励賞（2018年）・2017年5月度月間賞[5]